# 熱電冷卻
热电冷却指利用热电效应中的珀耳帖效应，将P型和N型半导体串聯来实现对热量的转移，从而实现制冷或冷却。这被用于精密电子仪器、卫星遥感、深海潜艇等场景的无噪音制冷。这种制冷设备常被称作致冷晶片、珀耳帖冷却器、珀耳帖热泵、固态冰箱或热电冷却器（TEC）。这种热电设备不仅可以制成制冷设备用以降温，通常也可以制成热泵用以加热，或者制成制热、制冷兼具的温度控制器。
与蒸汽压缩制冷相比，热电冷却器的主要优点是没有移动部件或循环液体、使用寿命长、不易泄漏、尺寸小和形状灵活，特别是无噪音、无机械振动，使其称为一些特殊应用的唯一选择。其主要缺点是成本过高和功率效偏低（表观的性能系数COP不及蒸汽压缩制冷）。科研人员和技术公司都在努力研发更高效率且更低成本的热电冷却器。

## 工作原理
熱電冷卻器透過珀爾帖效應（構成熱電效應的三種現象之一）運作。熱電模組由三個部分組成：導體、支架和基板。許多這樣的模組在電氣上是串聯的，但在熱上是並聯的。當直流電流流經設備時，它會將熱量從一側傳到另一側，從而使一側變冷，而另一側變熱。
熱側連接至散熱器以限制其溫度升高，而冷側則低於環境溫度。在特殊應用中，可以將多個冷卻器級聯或分階段組合在一起以獲得較低的溫度，但整體效率（COP）會顯著下降。任何冷卻循環的最大 COP 最終都受到熱側和冷側之間溫差的限制。溫差越大，最大理論COP越低。這兩種溫度都取決於向設備傳遞熱量或從設備傳出的熱量的速率，以及設備內部的熱量運動。

## 製造

### 热电冷却材料
对热电材料的要求：
- 高导电性（降低电阻，废热源）；
- 低熱導率
- 高塞贝克系数

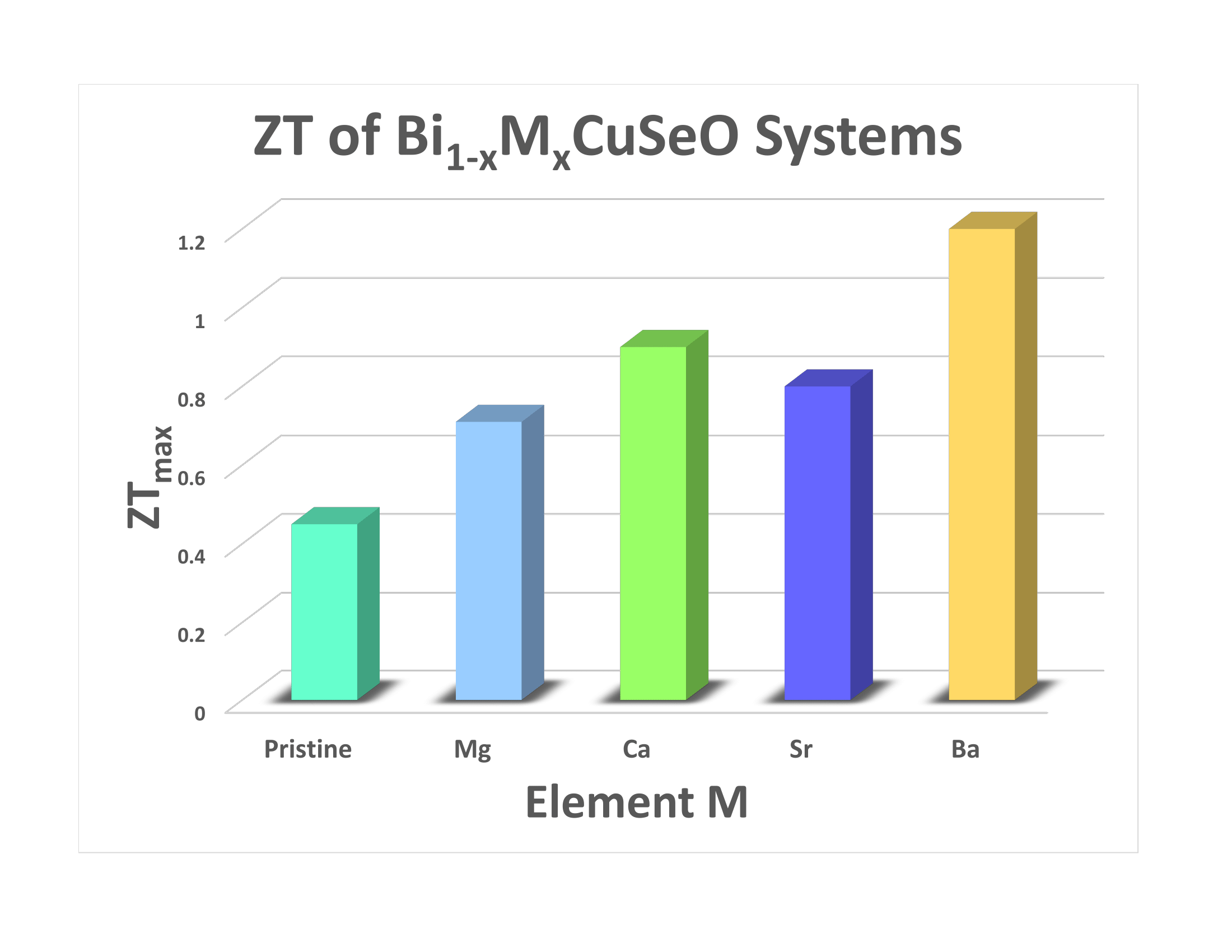
各种材料和铋合金的 ZT 值。

适用于高效热电冷却系统的材料必须兼具低导热性和高导电性。技术人员通常会使用一项称之为 {\displaystyle ZT} 的品质因数来比较不同材料或材料组合的效率，{\displaystyle ZT} 是衡量系统效率的指标。 {\displaystyle ZT}的方程式如下:
{\displaystyle ZT=(S^{2}\sigma T)/\kappa }
其中 {\displaystyle S} 是塞贝克系数，{\displaystyle \sigma } 是电导率，而 {\displaystyle \kappa } 是热导率。适合热电制冷应用的材料非常稀有，因为导热性、导电性和塞贝克系数之间常有很强的关联效应，从而使优化工作非常艰难，例如导电性增加时，往往会同时增加导热性、降低塞贝克系数。因此，克服这几项物理量之间的强关联性，发展新型热电材料，是材料科学研究的一个活跃领域。
几十年来，热电偶的制作材料一直倾向于使用窄带隙半导体，如铋、碲及其化合物，包括碲化铋、碲化铅、硅锗和锑铋合金等。其中，常温下最常用的是碲化铋材料及其参杂后的复杂化合物。“唐-崔瑟豪斯理论”提出，经过工程改造的、具有纳米结构的一些宽带隙半导体，可以更有效的提高热电冷却性能。  随后，唐爽在麻省理工学院和IBM进一步指出，基于碳元素的半导体或半金属材料在嵌入计算机芯片时，可以用作可转换型热处理器件，在被动导热和主动热电冷却之间相互转换，适用于特殊应用场景的要求，如卫星，航天飞机和潜艇。  